# Les Parapluies
Pour les articles homonymes, voir Parapluie (homonymie).
Les Parapluies est un tableau peint par Auguste Renoir entre 1881 et 1886. Il mesure 180 cm de haut sur 115 cm de large. Il est exposé alternativement à la National Gallery de Londres et à la Hugh Lane Gallery de Dublin avec une rotation de 6 ans.

## Histoire
C'est le dernier tableau exposé, en 1945, dans le cadre de l'opération Picture of the month qui avait débuté en 1941. Elle avait pour objectif de permettre aux londoniens, sous les bombes, de continuer à pouvoir admirer les peintures les plus célèbres de la National Gallery qui avait fait évacuer les œuvres habituellement exposées vers une mine désaffectée du Pays de Galles.